# Teeratep Winothai
Teeratep Winothai (taj. ธีรเทพ วิโนทัย, ur. 16 lutego 1985 w Bangkoku) – tajski piłkarz grający na pozycji ofensywnego pomocnika lub napastnika.

## Kariera klubowa
Karierę piłkarską Winothai rozpoczął w Bangkok Christian College. W 2002 roku wyjechał do Anglii. Tam terminował w szółkach piłkarskich Crystal Palace F.C. i Evertonu F.C. W 2006 roku wrócił do Tajlandii i został piłkarzem klubu BEC Tero Sasana z Bangkoku. W tamtym roku zadebiutował w jego barwach w tajskiej Premier League. W Tero Sasana grał przez trzy sezony i trzykrotnie z rzędu zajmował z nim 3. miejsce w lidze.
Na początku roku Winothai wyjechał do Belgii i został piłkarzem drugoligowego zespołu Lierse SK. W połowie roku wrócił do Tajlandii i został wypożyczony do klubu Muangthong United i wywalczył z nim mistrzostwo Tajlandii. W 2010 roku wrócił do BEC Tero Sasana. Następnie grał w Bangkok Glass i Police United. W 2016 trafił do klubu Bangkok United.

## Kariera reprezentacyjna
W reprezentacji Tajlandii Winothai zadebiutował w 2005 roku. W 2007 roku został powołany do kadry na Puchar Azji 2007. Tam rozegrał 3 spotkania: z Irakiem (1:1), z Omanem (2:0) i z Australią (0:4).